# 西下站 (江原道)
西下站（韓語：서하역）是朝鮮民主主義人民共和國江原道洗浦郡西下里的一個鐵路車站，属于青年伊川线。

## 邻近车站
青年伊川线
后坪青年站 - 西下站 - 药水站